# Criocoris saliens
Criocoris saliens är en insektsart som först beskrevs av Reuter 1876.  Criocoris saliens ingår i släktet Criocoris och familjen ängsskinnbaggar. Inga underarter finns listade i Catalogue of Life.